# Peloptulus trinacriae
Peloptulus trinacriae är en kvalsterart som beskrevs av Arcidiacono 1975. Peloptulus trinacriae ingår i släktet Peloptulus och familjen Phenopelopidae. Inga underarter finns listade i Catalogue of Life.